# آرثر لافر
آرثر بيتز لافر (بالإنجليزية: Arthur Betz Laffer)‏ (ولد في 14 غشت 1940 في يونغزتاون، أوهايو)، هو اقتصادي أمريكي ليبرالي، وهو أحد المنظرين الأساسيين لمدرسة اقتصاد العرض، التي ظهرت في سبعينات القرن العشرين. اشتهر بالمنحنى الذي يحمل اسمه، والذي يجسد نظريته في العلاقة بين الضغط الضريبي ومداخيل ميزانية الدولة، وأثرهما في تحفيز الاستثمار.
اشتغل، خلال الفترة الرئاسية لرونالد ريغان (1981-1989) كعضو نافذ في اللجنة الاستشارية للسياسات الاقتصادية.

## سيرته
ولد آرثر لافر لأبوين، ماريان آميليا بيتز (ربة بيت وسياسية) وويليام لافر (مسير شركة كليفيت لصنع المدحرجات). تمت تنشئته وفق المذهب المشيخي.
نال شهادة البكالوريوس في الاقتصاد من جامعة ييل (1962) ثم ماجستير إدارة الأعمال (1965) والدكتوراه (1971) من جامعة ستانفورد.
امتهن لافر التدريس في مجموعة من المؤسسات الجامعية، مثل كلية مارشال للأعمال، التابعة لجامعة جنوب كاليفورنيا، وجامعة بيبرداين في ماليبو، وكأستاذ للاقتصاد، ابتداء من 2008، في جامعة ميرسر في جورجيا.
يعتبر لافر من أشد المدافعين عن خفض الضرائب؛ كان من المساهمين في تحرير "الاقتراح 13"، وهي وثيقة دستورية لولاية كاليفورنيا، تم التصويت عليها في استفتاء سنة 1978، وكانت تقضي بتسقيف الاقتطاعات الضريبية العقارية، في الولاية. خلال فترة ريغان الرئاسية، كان من الاقتصاديين المؤثرين في صياغة الإصلاحات الضريبية، والتي اندرجت في إطار مدرسة العرض المحاربة للضغط الضريبي، والتي تجلت في القانون الضريبي لإعادة الإقلاع الاقتصادي (Economic Recovery Tax Act) في 1981 وقانون 1986 للإصلاح الضريبي (Tax Reform Act).
في 1986، ترشح وانهزم في انتخابات مجلس الشيوخ، تحت لواء الحزب الجمهوري. صرح بتصويته لفائدة بيل كلينتون، في رئاسيات 1992 و1996، دعما لسياساته الاقتصادية، رغم تشريعاته الضريبية المحافظة.
لافر من كتاب أعمدة الرأي المنتظمين في جريدة وول ستريت جورنال.

## روابط خارجية
- آرثر لافر على موقع الموسوعة البريطانية (الإنجليزية)
- آرثر لافر على موقع مونزينجر (الألمانية)
- آرثر لافر على موقع إن إن دي بي (الإنجليزية)